# ブラウン・ノア賢信
ブラウン ノア 賢信（ブラウン ノア けんしん、2001年5月27日 - ）は、カナダ・ケベック州モントリオール出身のプロサッカー選手。Jリーグ・ジュビロ磐田所属。ポジションはフォワード。

## 経歴
アメリカ人の父と日本人の母との間に生まれ、カナダ・ケベック州・モントリオール出身であるが、1歳頃から日本で暮らしている。横浜F・マリノスのアカデミー出身。2016年より各年代別の日本代表に選出され、2017年にはFIFA U-17ワールドカップに出場するU-17日本代表のトレーニングパートナーとして、国内キャンプに帯同した。2019年、トップチームに2種登録され、同年3月13日、ルヴァンカップ・グループステージ第2節の湘南ベルマーレ戦で途中出場し、トップチームデビューした。
2020年、横浜FMのトップチームに昇格、同シーズンはカマタマーレ讃岐に期限付き移籍してプレーすることとなった。
2021年、水戸ホーリーホックへ完全移籍。同年8月、アスルクラロ沼津に育成型期限付き移籍。
2022年よりアスルクラロ沼津へ完全移籍。
2024年より徳島ヴォルティスへ完全移籍。
2025年、初のJ1昇格のファジアーノ岡山に完全移籍。
2025年、ジュビロ磐田に期限付き移籍。

## 所属クラブ
- 赤松フェニックスFC
- ヴィトーリア目黒FC（大田区立赤松小学校）
- 横浜F・マリノスジュニアユース追浜（大田区立大森第六中学校）
- 横浜F・マリノスユース（日出高等学校）
  - 2019年  横浜F・マリノス（2種登録選手）
- 2020年  横浜F・マリノス
  - 2020年  カマタマーレ讃岐（期限付き移籍）
- 2021年  水戸ホーリーホック
  - 2021年8月 - 同年12月  アスルクラロ沼津（育成型期限付き移籍）
- 2022年 - 2023年  アスルクラロ沼津
- 2024年  徳島ヴォルティス
- 2025年 -  ファジアーノ岡山
  - 2025年8月 - 翌年1月  ジュビロ磐田（期限付き移籍）

## 個人成績
| 国内大会個人成績 | 国内大会個人成績 | 国内大会個人成績 | 国内大会個人成績 | 国内大会個人成績 | 国内大会個人成績 | 国内大会個人成績 | 国内大会個人成績 | 国内大会個人成績 | 国内大会個人成績 | 国内大会個人成績 | 国内大会個人成績 |
| 年度             | クラブ           | 背番号           | リーグ           | リーグ戦         | リーグ戦         | リーグ杯         | リーグ杯         | オープン杯       | オープン杯       | 期間通算         | 期間通算         |
| 年度             | クラブ           | 背番号           | リーグ           | 出場             | 得点             | 出場             | 得点             | 出場             | 得点             | 出場             | 得点             |
| 日本             | 日本             | 日本             | 日本             | リーグ戦         | リーグ戦         | リーグ杯         | リーグ杯         | 天皇杯           | 天皇杯           | 期間通算         | 期間通算         |
| ---------------- | ---------------- | ---------------- | ---------------- | ---------------- | ---------------- | ---------------- | ---------------- | ---------------- | ---------------- | ---------------- | ---------------- |
| 2019             | 横浜FM           | 45               | J1               | 0                | 0                | 1                | 0                | 0                | 0                | 1                | 0                |
| 2020             | 讃岐             | 26               | J3               | 22               | 2                | -                | -                | -                | -                | 22               | 2                |
| 2021             | 水戸             | 30               | J2               | 11               | 0                | -                | -                | 1                | 0                | 12               | 0                |
| 2021             | 沼津             | 20               | J3               | 5                | 0                | -                | -                | -                | -                | 5                | 0                |
| 2022             | 沼津             | 17               | J3               | 29               | 2                | -                | -                | -                | -                | 29               | 2                |
| 2023             | 沼津             | 17               | J3               | 37               | 13               | -                | -                | 1                | 1                | 38               | 14               |
| 2024             | 徳島             | 9                | J2               | 34               | 7                | 1                | 0                | 2                | 0                | 37               | 7                |
| 2025             | 岡山             | 45               | J1               |                  |                  |                  |                  |                  |                  |                  |                  |
| 通算             | 日本             | 日本             | J1               | 0                | 0                | 1                | 0                | 0                | 0                | 1                | 0                |
| 通算             | 日本             | 日本             | J2               | 45               | 7                | 1                | 0                | 3                | 0                | 49               | 7                |
| 通算             | 日本             | 日本             | J3               | 93               | 17               | -                | -                | 1                | 1                | 94               | 18               |
| 総通算           | 総通算           | 総通算           | 総通算           | 138              | 24               | 2                | 0                | 4                | 1                | 144              | 25               |

- 2019年は2種登録選手

出場歴
- 公式戦初出場 - 2019年3月13日 ルヴァンカップ・グループステージ第2節 vs湘南ベルマーレ（Shonan BMW スタジアム平塚）
- リーグ戦初出場 - 2020年6月28日 J3リーグ・第1節 vsガンバ大阪U-23（Pikaraスタジアム）
- 公式戦初得点 - 2020年9月27日 J3リーグ・第18節 vsヴァンラーレ八戸（Pikaraスタジアム）

## 代表歴
- U-15日本代表
  - 欧州遠征（2016年）
- U-16日本代表
  - U-16インターナショナルドリームカップ（2017年）
  - モンテギュー国際大会（2017年）[14]
- U-17日本代表
  - UAE遠征（2018年）[15]